# Аквавива д’Арагона, Джозия IV
Джозия IV Аквавива д'Арагона (итал. Giosia IV Acquaviva d'Aragona; ум. 6 февраля 1710, Лион), 15-й герцог Атри, 1-й маркиз ди Джулианова, гранд Испании — испанский офицер.

## Биография
Сын Джанджироламо II Аквавивы д’Арагоны, 14-го герцога Атри, и Элеоноры Спинелли.
Капитан неаполитанской кавалерии (1701). Во время посещения Неаполя Филиппом V его полк составил часть королевской гвардии, а сам Джозия стал дворянином Палаты короля. Был назначен в число ристателей, выступивших на турнире, организованном в честь легата Барберини, прибывшего в Неаполь с поздравлениями от папы.
В 1707 году сопровождал отца в изгнание в Рим. В 1709 году унаследовал титул герцога Атри. Воевал в Нидерландах, 11 сентября 1709 был взят в плен в битве при Мальплаке. 18 сентября был пожалован в рыцари ордена Золотого руна; сам орден получить не успел. По распоряжению королевы Анны был отпущен из плена; умер в Лионе, по пути в Итальянскую армию. Был холост и семейные титулы перешли к его младшему брату Доменико.